# Cephalaria transcaucasica
Cephalaria transcaucasica là một loài thực vật có hoa trong họ Kim ngân. Loài này được (Bobrov) Galushko mô tả khoa học đầu tiên năm 1980.